# Saint-Étienne-de-Cuines
Pour les articles homonymes, voir Saint-Étienne (homonymie).
Saint-Étienne-de-Cuines est une commune française située dans le département de la Savoie, en région Auvergne-Rhône-Alpes.

## Géographie

### Localisation
Saint-Étienne-de-Cuines est une commune de la vallée de la Maurienne qui s'étend sur 20,6 km2 sur le versant est de la chaîne de Belledonne.

### Relief et géologie

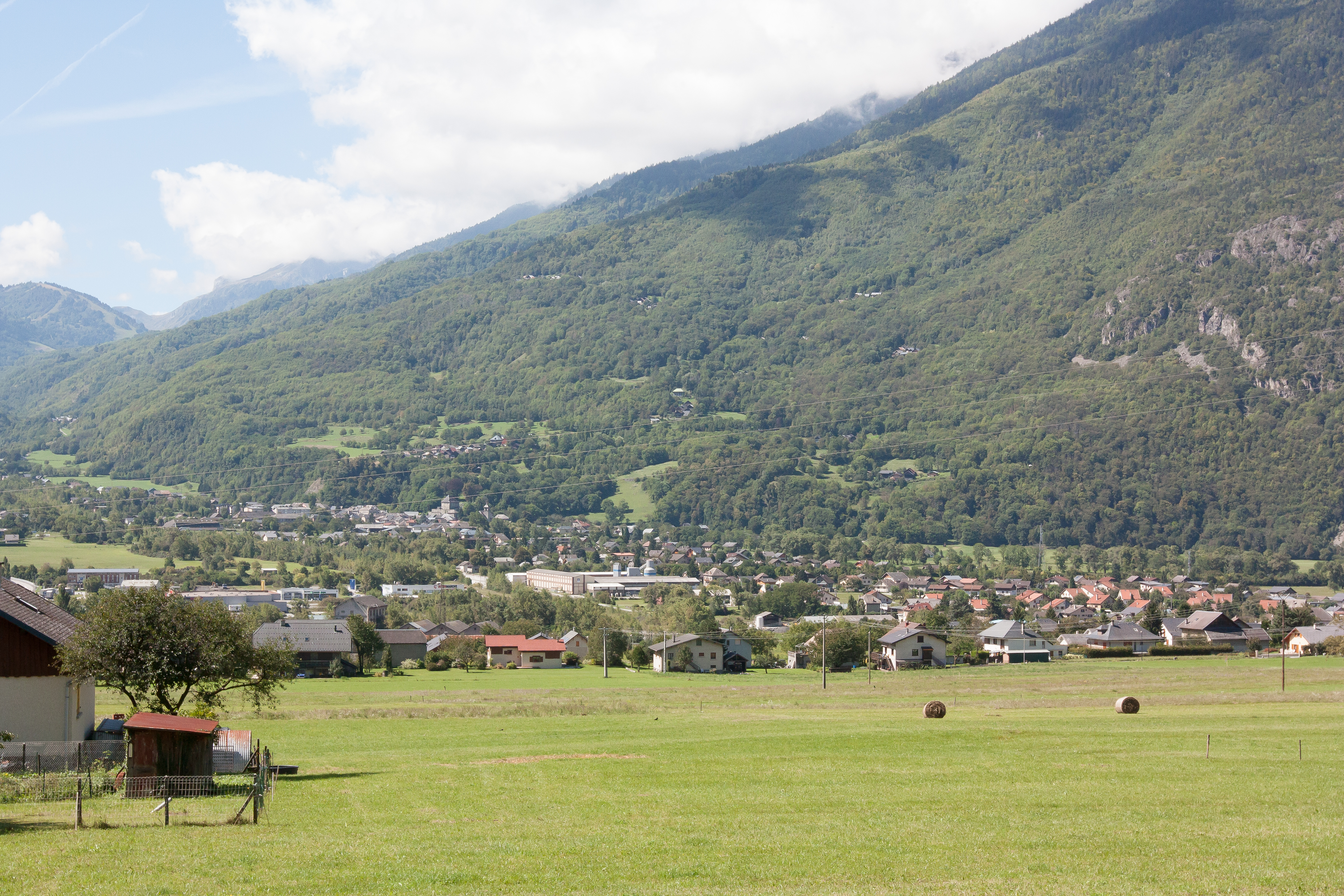
Vue de Saint-Étienne-de-Cuines et du versant est de la chaîne de Belledonne.

### Communes limitrophes
| Arvillard                | Saint-Rémy-de-Maurienne                          | La Chambre             |
| Allevard                 | Saint-Étienne-de-Cuines                          | Saint-Avre             |
| Saint-Alban-des-Villards | Saint-Alban-des-Villards, Sainte-Marie-de-Cuines | Sainte-Marie-de-Cuines |

### Hydrographie

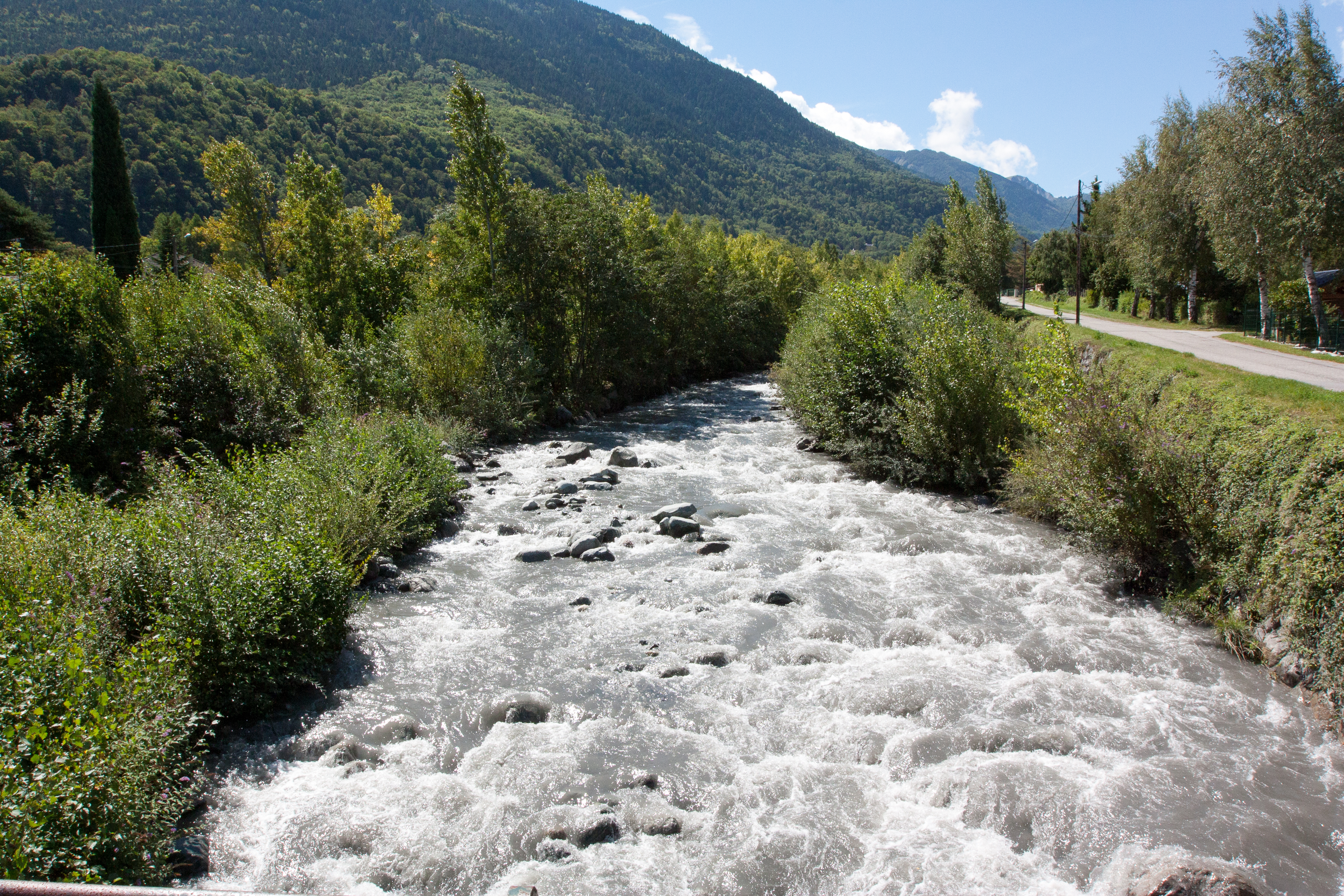
La rivière le Glandon passant dans Saint Etienne de Cuines.

La rivière l'Arc traverse la commune à l’extrême nord-est de son territoire. Le Glandon, affluent de la rive gauche de l'Arc, délimite en partie le territoire de la commune du sud-ouest au nord-est. Sur la commune, il traverse l'autoroute A43 par un pont-rivière.

### Voies de communication et transport

#### Voies de communication
La commune de Saint-Étienne-de-Cuines est accessible par l'autoroute A43, sortie no 26 La Chambre et par la route départementale 1006 (ancienne nationale 6).

#### Transports
La gare de Saint-Avre - La Chambre, située à proximité, dessert la commune par des liaisons TGV saisonnières en hiver en provenance de Paris, et par des trains TER en provenance de Lyon, Chambéry et Saint-Jean de Maurienne.

## Urbanisme

### Typologie
Au 1er janvier 2024, Saint-Étienne-de-Cuines est catégorisée bourg rural, selon la nouvelle grille communale de densité à sept niveaux définie par l'Insee en 2022.
Elle appartient à l'unité urbaine de Saint-Étienne-de-Cuines, une agglomération intra-départementale regroupant six  communes, dont elle est ville-centre,,. Par ailleurs la commune fait partie de l'aire d'attraction de Saint-Jean-de-Maurienne, dont elle est une commune de la couronne,. Cette aire, qui regroupe 26 communes, est catégorisée dans les aires de moins de 50 000 habitants,.

### Occupation des sols
L'occupation des sols de la commune, telle qu'elle ressort de la base de données européenne d’occupation biophysique des sols Corine Land Cover (CLC), est marquée par l'importance des forêts et milieux semi-naturels (89,2 % en 2018), en diminution par rapport à 1990 (90,3 %). La répartition détaillée en 2018 est la suivante : 
forêts (61,2 %), milieux à végétation arbustive et/ou herbacée (16 %), espaces ouverts, sans ou avec peu de végétation (12 %), prairies (4,6 %), zones urbanisées (4,1 %), zones industrielles ou commerciales et réseaux de communication (2,1 %).
L'IGN met par ailleurs à disposition un outil en ligne permettant de comparer l’évolution dans le temps de l’occupation des sols de la commune (ou de territoires à des échelles différentes). Plusieurs époques sont accessibles sous forme de cartes ou photos aériennes : la carte de Cassini (XVIIIe siècle), la carte d'état-major (1820-1866) et la période actuelle (1950 à aujourd'hui).

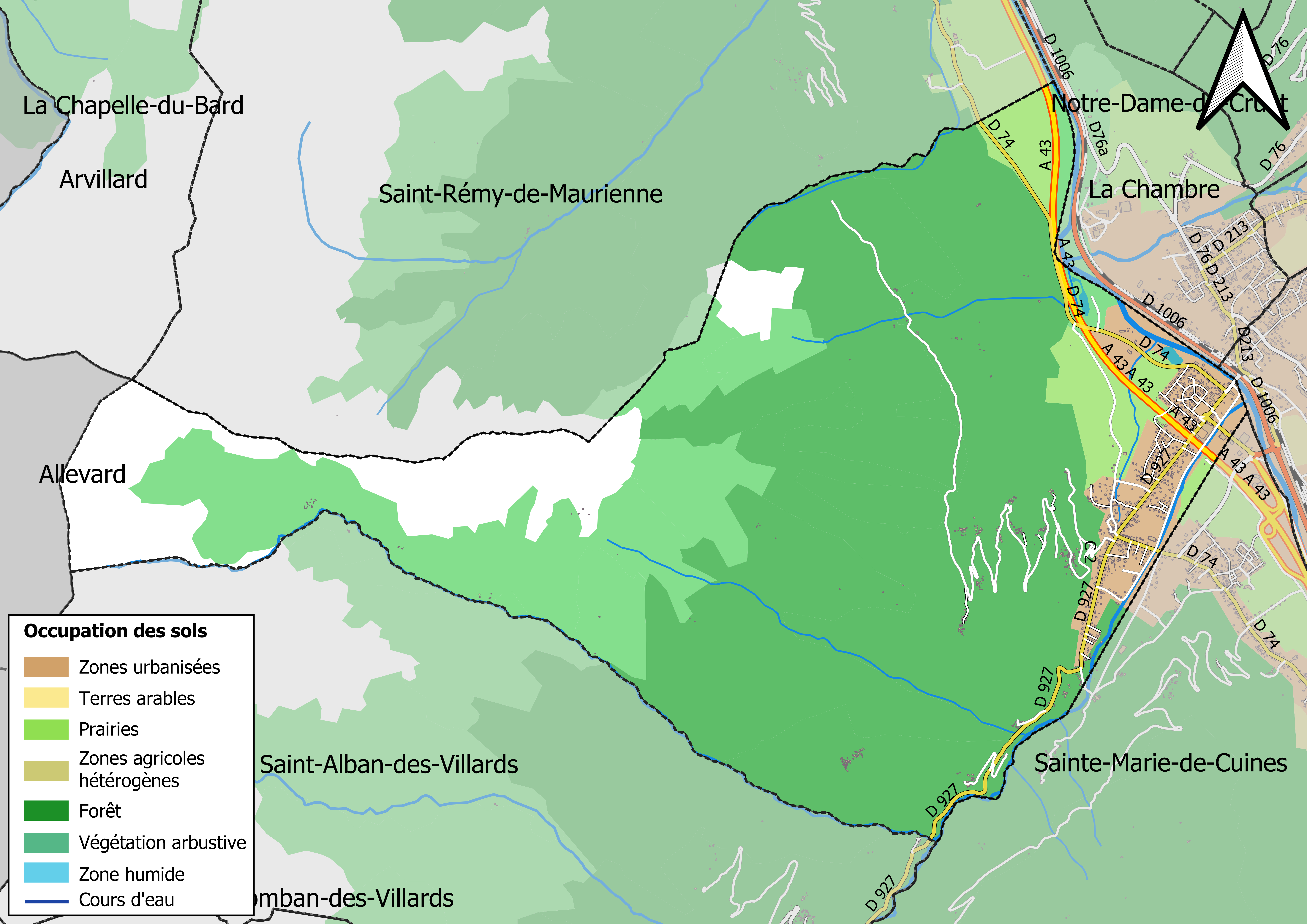
Carte des infrastructures et de l'occupation des sols en 2018 (CLC) de la commune.
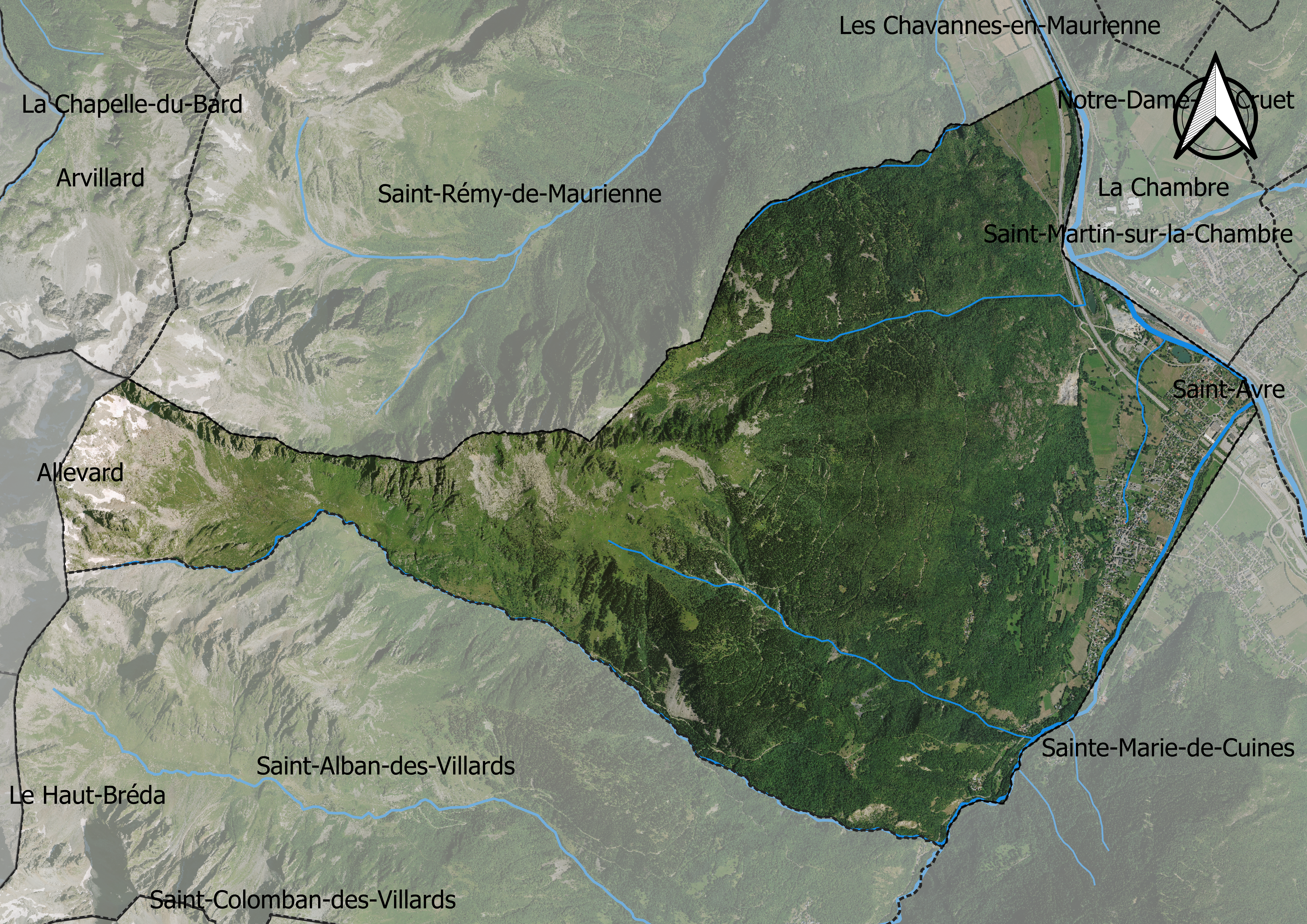
Carte orthophotogrammétrique de la commune.

## Toponymie
En francoprovençal, le nom de la commune s'écrit Kuine, selon la graphie de Conflans.

## Politique et administration

### Administration locale
La commune est rattachée administrativement à l’arrondissement de Saint-Jean-de-Maurienne. Elle fait partie du canton de La Chambre, La 4C. Enfin, elle est rattachée à la troisième circonscription de la Savoie.

### Tendances politiques et résultats

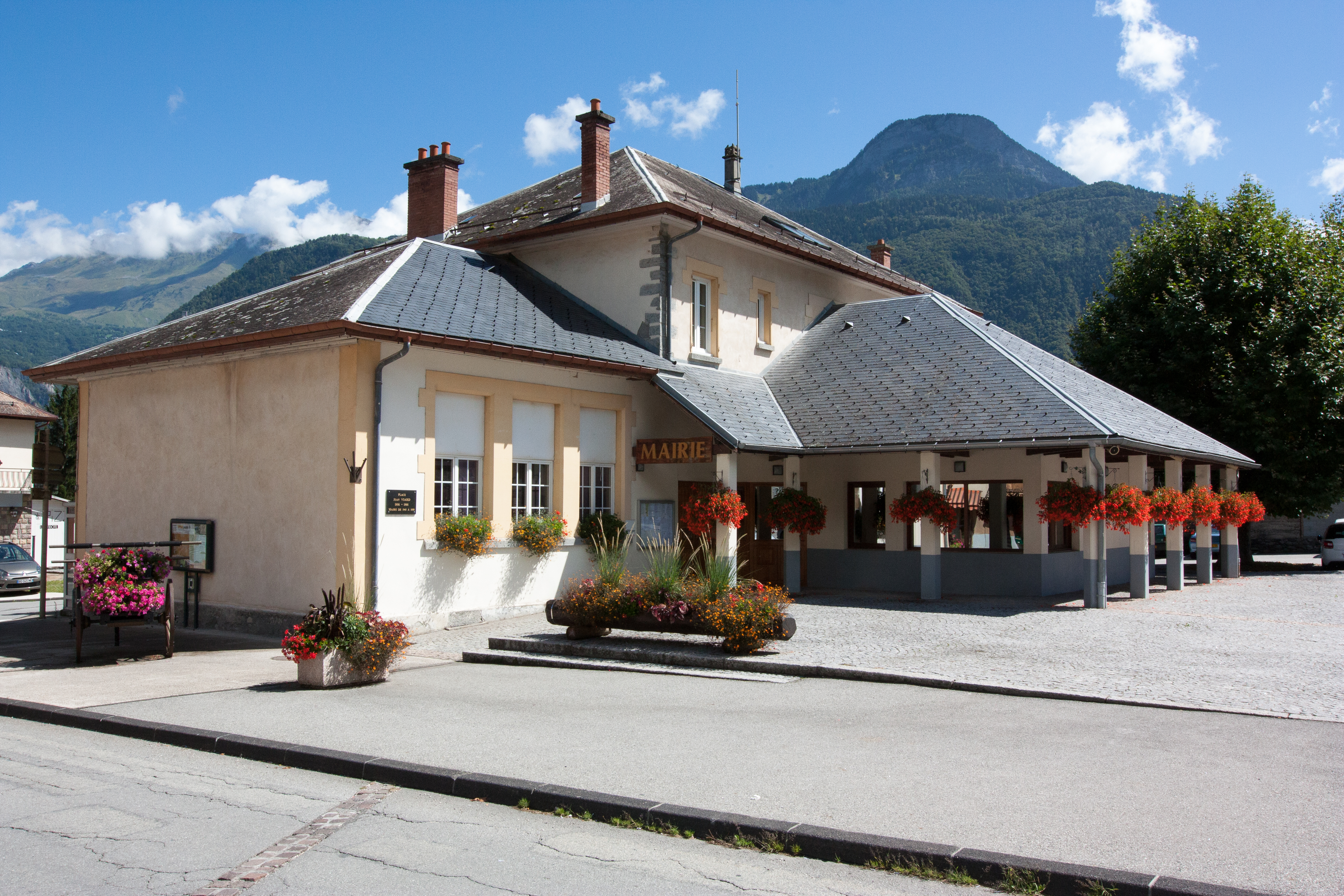
La mairie de Saint-Étienne-de-Cuines.

### Administration municipale
Le nombre d'habitants au dernier recensement étant compris entre 500 et 1290 le nombre de membres du conseil municipal est de quinze.

### Liste des maires
| Période                                  | Période                    | Identité                | Étiquette | Qualité |
| ---------------------------------------- | -------------------------- | ----------------------- | --------- | ------- |
| Les données manquantes sont à compléter. |                            |                         |           |         |
| 1860                                     | 1874                       | Pierre Emin             |           |         |
| 1874                                     | 1876                       | Jean-Louis Collomb      |           |         |
| 1876                                     | 1880                       | Pierre Emin             |           |         |
| 1880                                     | 1884                       | Antoine Rostaing        |           |         |
| 1884                                     | 1892                       | Pierre Emin             |           |         |
| 1892                                     | 1896                       | Edouard Tognet          |           |         |
| 1896                                     | 1908                       | Emmanuel Bozon-Verduraz |           |         |
| 1908                                     | 1912                       | Jean-François Emin      |           |         |
| 1912                                     | 1925                       | Emmanuel Bozon-Verduraz |           |         |
| 1925                                     | 1932                       | Benjamin Bozon-Verduraz |           |         |
| 1932                                     | 1943                       | Pierre Borel            |           |         |
| 1943                                     | 1945                       | Louis Joseph Henri Emin |           |         |
| 1945                                     | 1959                       | Jean Joseph Viard       |           |         |
| 1959                                     | 1965                       | Eugène Fournier         |           |         |
| 1965                                     | 1983                       | Félix Traversaz         |           |         |
| 1983                                     | 1989                       | George Bozon-Vialle     |           |         |
| mars 1989                                | 7 décembre 2014            | Joseph Blanc            | PCF       |         |
| 12 décembre 2014                         | En cours (au 17 juin 2020) | Dominique Lazzaro       |           |         |

### Intercommunalité
La commune fait partie de la communauté de communes du canton de La Chambre depuis le 1er janvier 2014.

## Population et société

### Démographie
Les habitants de Saint-Étienne-de-Cuines s'appellent les Cuinains.
L'évolution du nombre d'habitants est connue à travers les recensements de la population effectués dans la commune depuis 1793. Pour les communes de moins de 10 000 habitants, une enquête de recensement portant sur toute la population est réalisée tous les cinq ans, les populations de référence des années intermédiaires étant quant à elles estimées par interpolation ou extrapolation. Pour la commune, le premier recensement exhaustif entrant dans le cadre du nouveau dispositif a été réalisé en 2007.

En 2022, la commune comptait 1 193 habitants, en évolution de +0,08 % par rapport à 2016 (Savoie : +3,63 %, France hors Mayotte : +2,11 %).
| 1793 | 1800 | 1806 | 1822 | 1838 | 1848 | 1858 | 1861 | 1866 |
| ---- | ---- | ---- | ---- | ---- | ---- | ---- | ---- | ---- |
| 559  | 535  | 712  | 832  | 882  | 990  | 950  | 940  | 940  |

| 1872 | 1876 | 1881 | 1886 | 1891  | 1896  | 1901  | 1906  | 1911  |
| ---- | ---- | ---- | ---- | ----- | ----- | ----- | ----- | ----- |
| 961  | 956  | 978  | 997  | 1 019 | 1 084 | 1 150 | 1 276 | 1 354 |

| 1921  | 1926  | 1931  | 1936  | 1946  | 1954  | 1962  | 1968  | 1975  |
| ----- | ----- | ----- | ----- | ----- | ----- | ----- | ----- | ----- |
| 1 255 | 1 411 | 1 633 | 1 325 | 1 310 | 1 110 | 1 047 | 1 034 | 1 080 |

| 1982  | 1990  | 1999  | 2006  | 2007  | 2012  | 2017  | 2022  | - |
| ----- | ----- | ----- | ----- | ----- | ----- | ----- | ----- | - |
| 1 183 | 1 183 | 1 208 | 1 196 | 1 194 | 1 195 | 1 195 | 1 193 | - |

### Enseignement
La commune de Saint-Étienne-de-Cuines est située dans l'académie de Grenoble.
La commune possède une école primaire publique (du CP au CM2) dénommée Moïse-André-Collombainsi qu’une école maternelle.
La suite du parcours scolaire s'effectue au collège public du canton, le collège Saint-Étienne-de-Cuines. En 2024, le département a proposé de changer le nom du collège en Collège Robert-Badinter. Les enseignants ont refusé ce nom.

### Cultes

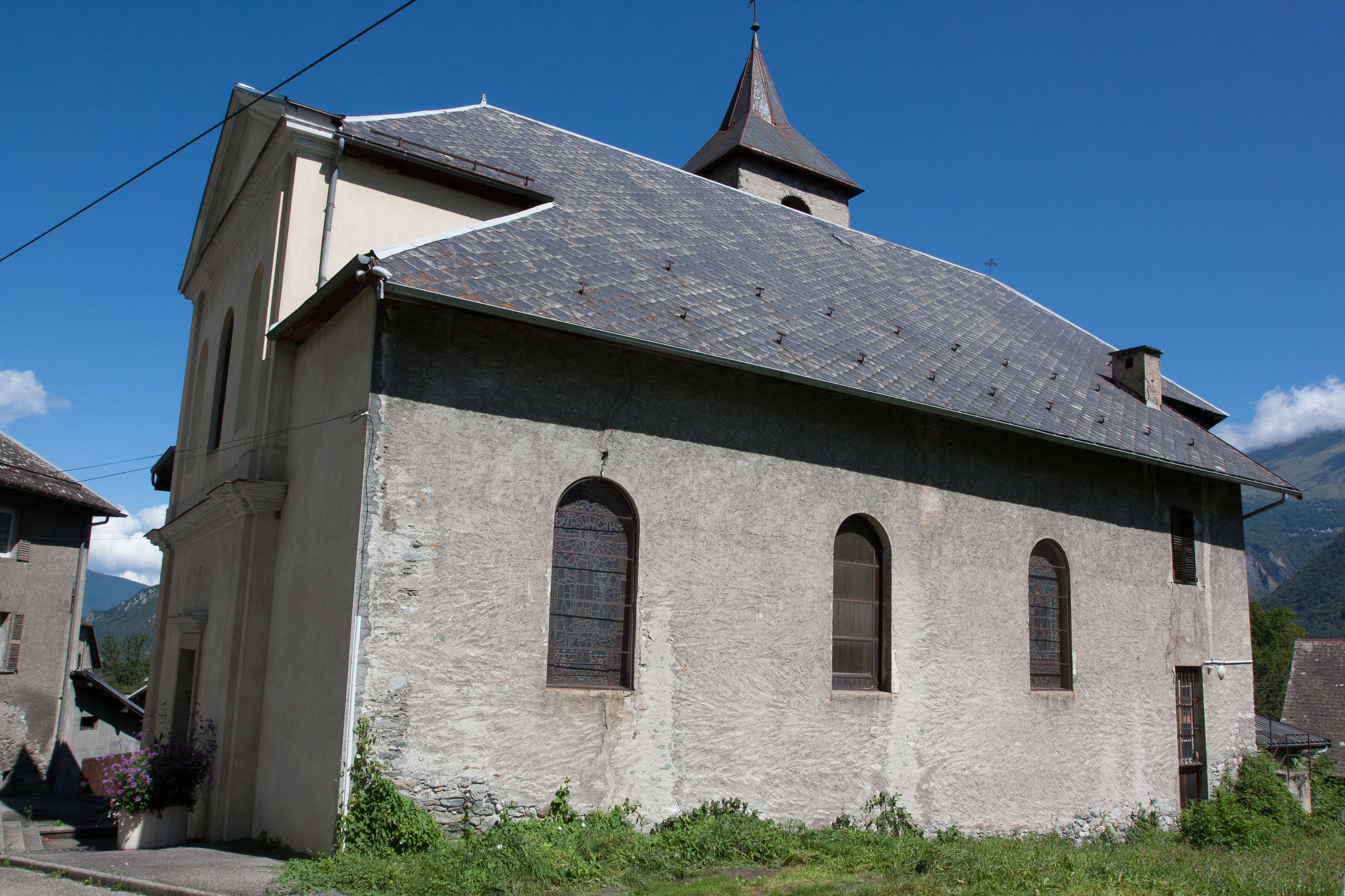
L'église de Saint-Étienne-de-Cuines.

Saint-Étienne-de-Cuines dépend de la paroisse catholique de Sainte-Madeleine - La Chambre, rattachée au doyenné de Maurienne et à l'archidiocèse de Savoie.

## Économie

### Industrie
La commune offre un des très rares exemples d'une importante entreprise  industrielle  d'envergure nationale née sur  l'initiative d'une famille de souche montagnarde locale. Dans les années 1880, Emmanuel Bozon-Verduraz, enfant de la vallée des Villards enrichi dans le commerce, met à profit l'énergie hydraulique du torrent du Glandon descendu de cette vallée ainsi que la proximité de la voie ferrée internationale du Fréjus pour fonder à Saint-Étienne-de-Cuines une fabrique de pâtes alimentaires (Pâtes La Lune). Grâce à des approvisionnements en provenance de tout le bassin méditerranéen  et à une clientèle qui dépasse le cadre national, l'entreprise prospère jusqu'à employer 400 personnes en 1913. L'affaire se mue après la guerre en société anonyme. Elle a  un siège parisien et se développe par croissance interne et externe. Localement, un atelier complémentaire est ouvert dans la commune voisine de Saint-Avre-la-Chambre, au contact de la voie ferrée : au total, 730 personnes sont employées en 1930 dans ces deux implantations. À Emmanuel avait succédé son  fils Benjamin, héros de l'aviation pendant la Grande Guerre. Mis en difficulté par la crise économique et sociale des années 1930 puis la concurrence, l'établissement fermera définitivement en 1952 mettant 130 employés au chômage.

## Culture locale et patrimoine

### Zones naturelles
- Znieff de la forêt de Saint-Hugon

### Personnalités liées à la commune
- Jean Bozon-Verduraz, as de l'aviation français de la Première Guerre mondiale, au cours de laquelle il remporte onze victoires aériennes homologuées, et dernier compagnon de vol de Georges Guynemer, y est mort le 21 juin 1942.
- Muttonheads, alias Jérôme Tissot, un disc jockey français.

### Héraldique
| Blason de Saint-Étienne-de-Cuines | Blason  | D'or au lion de sable; à la bande de gueules chargée de trois étoiles d'argent brochante. |
| Blason de Saint-Étienne-de-Cuines | Détails | Le statut officiel du blason reste à déterminer.                                          |